# Liste de stades de football en Belgique
Cet article présente une liste des principaux stades de football en Belgique, classés par capacité. La liste ne comprend que les stades ayant une capacité d'au moins 10 000 places.
Le Stade Roi Baudouin est, avec ses 50 000 places, le plus grand stade du royaume, stade des diables rouges et occasionnellement des diables noirs.
En Jupiler Pro League, le plus grand stade est le stade Maurice Dufrasne : l'arène du Standard de Liège possède une capacité de 30 023 places. Des travaux d’agrandissements sont prévus pour 2019 et le stade comptera une capacité comprise entre 35 000 et 40 000 places.

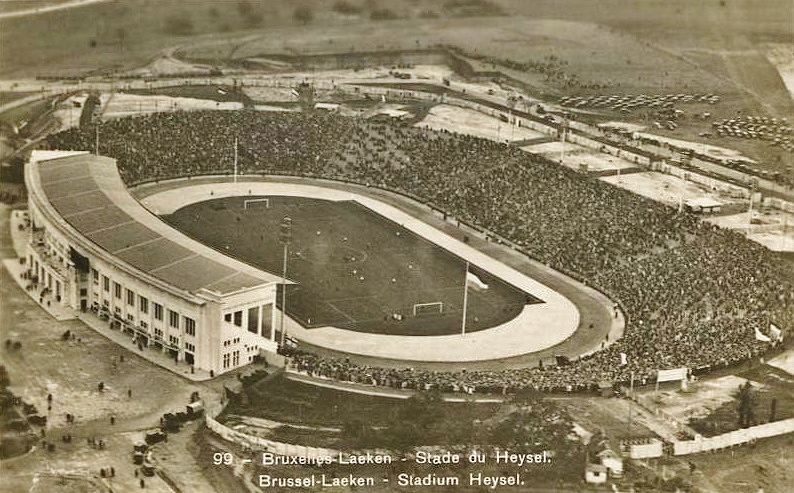
Stade du Centenaire en 1935, aujourd'hui stade Roi Baudouin.

Un nouveau stade, l'Eurostadium, était prévu pour 2019, et devait devenir le plus grand stade du pays avec une capacité de 60 000 places. Ce stade serait également devenu le nouveau stade du RSC Anderlecht. Toutefois, le projet s'est vu refuser son permis environnemental début 2018, et a ainsi été contraint à l'annulation.

## Liste des stades en Belgique
| Stade                          | Ville                | Année d'ouverture (dernière rénovation) | Capacité actuelle | Résidents                                                                                   | Propriétaire                   | Photo                  |
| ------------------------------ | -------------------- | --------------------------------------- | ----------------- | ------------------------------------------------------------------------------------------- | ------------------------------ | ---------------------- |
| Stade Roi Baudouin             | Bruxelles            | 1929 (1998)                             | 50 000            | Équipe de Belgique de football Équipe de Belgique de rugby à XV Royale Union Saint-Gilloise | Ville de Bruxelles             | Stade Roi Baudoin.     |
| Stade des Trois Tilleuls       | Watermael-Boitsfort  | 1948                                    | 42 000            | Royal Racing Club Boitsfort                                                                 | Commune de Watermael-Boitsfort | Trois Tilleuls.        |
| Stade Maurice Dufrasne         | Liège                | 1909 (2012)                             | 30 023            | Standard de Liège                                                                           | Standard de Liège              | Stade Jan Breydel.     |
| Jan Breydelstadion             | Bruges               | 1974 (1998)                             | 29 042            | Club Brugge KV Cercle Brugge KSV                                                            | ?                              | Stade Jan Breydel.     |
| Luminus Arena                  | Genk                 | 1990 (1999)                             | 25 956            | KRC Genk                                                                                    | ?                              | Stade Luminus Arena    |
| Lotto Park                     | Anderlecht           | 1917 (1991)                             | 21 500            | RSC Anderlecht                                                                              | RSC Anderlecht                 | Constant Vanden Stock. |
| Ghelamco Arena                 | Gand                 | 2013                                    | 20 000            | KAA Gent                                                                                    | KAA Gent                       | Ghelamco Arena.        |
| Argosstadion Achter de Kazerne | Malines              | 1927 (2016)                             | 18 500            | YR KV Mechelen                                                                              | Ville de Malines               | Trois Tilleuls.        |
| Stade du Pays de Charleroi     | Charleroi            | 1939 (2015)                             | 14 624            | R.Charleroi SC                                                                              | Ville de Charleroi             | Stade du Mambourg.     |
| Bosuilstadion                  | Anvers               | 1923                                    | 16 649            | Antwerp FC                                                                                  | ?                              | Bosuilstadion.         |
| Stade Edmond Machtens          | Molenbeek-Saint-Jean | 1920                                    | 15 266            | Royal White Star Bruxelles Racing White Daring de Molenbeek                                 | Ville de Molenbeek-Saint-Jean  | Stade Edmond Machtens. |
| Stayen                         | Saint-Trond          | 1927 (2011)                             | 14 600            | K. Saint-Trond VV                                                                           | ?                              | Stade Edmond Machtens. |
| Herman Vanderpoorten           | Lierre               | 1925 (2009)                             | 14 538            | K Lierse SK                                                                                 | ?                              | Herman Vanderpoorten.  |
| Regenboogstadion               | Waregem              | 1957 (2015)                             | 14 300            | SV Zulte Waregem                                                                            | Ville de Waregem               | Regenboogstadion.      |
| Stade du Pairay                | Seraing              | ? (2015)                                | 8 207             | RFC Seraing                                                                                 | Ville de Seraing               | Pairay.                |
| Oscar Van Kesbeeck             | Malines              | 1923                                    | 13 687            | KRC Malines                                                                                 | ?                              | Den Dreef.             |
| Ludo Coeckstadion              | Anvers               | 1929 (2001)                             | 13 607            | K Berchem Sport 2004                                                                        | Ville d'Anvers                 |                        |
| Van Roystadion                 | Denderleeuw          | 1972                                    | 13 500            | FCV Dender EH                                                                               | Commune de Denderleeuw         | Van Roystadion.        |
| Stade du Tivoli                | La Louvière          | 1972                                    | 13 500            | RAAL/URLC                                                                                   | Commune de La Louvière         |                        |
| Soeverein                      | Lommel               | ?                                       | 12 911            | K. Lommel United                                                                            | Commune de Lommel              |                        |
| Stade Olympique d'Anvers       | Anvers               | 1920 (2002)                             | 12 771            | FCO Beerschot Wilrijk                                                                       | Ville d'Anvers                 | Van Roystadion.        |
| Stade Charles Tondreau         | Mons                 | 1910                                    | 12 662            | Royal Albert Quévy-Mons                                                                     | ?                              | Charles Tondreau.      |
| Stade de la Neuville           | Ville de Charleroi   | 1920                                    | 12 164            | ROC Charleroi-Marchienne Racing Charleroi Couillet Fleurus                                  | Ville de Charleroi             | Charles Tondreau.      |
| Daknamstadion                  | Lokeren              | 1956 (2011)                             | 12 000            | KSC Lokeren OV                                                                              | Ville de Lokeren               | Daknamstadion.         |
| Le Canonnier                   | Mouscron             | 1930                                    | 10 571            | Royal Excel Mouscron                                                                        | ?                              | Le Canonnier.          |
| Den Dreef Stadion              | Louvain              | ? (2015)                                | 12 500            | Oud-Heverlee Louvain                                                                        | ?                              | Den Dreef.             |
| Stade de Buraufosse            | Saint-Nicolas        | ?                                       | 11 000            | RFC Tilleur                                                                                 | Commune de Saint-Nicolas       | Den Dreef.             |
| Leunen                         | Geel                 | ?                                       | 10 524            | AS Verbroedering Geel                                                                       | Commune de Geel                |                        |
| Stade de Rocourt               | Liège                | 2018                                    | 8 000             | Royal Football Club Liège                                                                   | Royal Football Club Liège      |                        |

### Anciens stades
| Nom du stade                 | Ville  | Capacité | Anciens résidents | Ouverture | Démolition | Photo             |
| ---------------------------- | ------ | -------- | ----------------- | --------- | ---------- | ----------------- |
| Stade Vélodrome Oscar Flesch | Liège  | 40 000   | RFC Liège         | 1921      | 1997       | Stade de Rocourt. |
| Edgard De Smedtstadion       | Bruges | 16 000   | Cercle Brugge KSV | 1922      | 1975       |                   |
| Stade du Pont d'Ougrée       | Ougrée | 15 000   | R.Tilleur FC      | 1926      | 1960       |                   |
| Ottenstadion                 | Gand   | 12 919   | KAA Gent          | 1920      | 2013       | Jules Otten.      |
| Albert Dyserynckstadion      | Bruges | 11 000   | Club Brugge KV    | 1912      | 1999       | Dyserynckstadion. |

### Stades en construction
| Nom du stade                  | Ville       | Type de projet            | Capacité | Futurs clubs résidents | Date prévisionnelle | Propriétaire     |
| ----------------------------- | ----------- | ------------------------- | -------- | ---------------------- | ------------------- | ---------------- |
| Bosuilstadion                 | Anvers      | Agrandissement-Rénovation | ?        | Royal Antwerp FC       | 2017                | Royal Antwerp FC |
| Stade Argos Achter de Kazerne | Malines     | Agrandissement            | ?        | YR KV Mechelen         | 2018                | ?                |
| Stade RAAL La Louvière        | La Louvière | Nouveau stade             | 8 050    | RAAL La Louvière       | Juillet 2025        | RAAL La Louvière |

### Stades projetés
| Nom du stade                     | Ville                             | Type de projet                | Capacité      | Futurs clubs résidents           | Date prévisionnelle | Propriétaire                   |
| -------------------------------- | --------------------------------- | ----------------------------- | ------------- | -------------------------------- | ------------------- | ------------------------------ |
| Nouveau stade du R. Charleroi SC | Charleroi                         | Construction neuve            | 20 000-22 000 | R.Charleroi SC                   | 2024                | R.Charleroi SC                 |
| Ghelamco Arena                   | Gand                              | Agrandissement                | 36 000-41 000 | KAA Gent                         | ?                   | KAA Gent.                      |
| Stade Roi Baudouin Eurostadium   | Bruxelles Grimbergen/Tubize-Halle | Rénovation Construction neuve | 60 000        | Équipe de Belgique de football-? | ?                   | Ville de Bruxelles ?           |
| Stade Union Saint-Gilloise       | Forest                            | Construction neuve            | 27 500        | Royale Union Saint-Gilloise      | 2025/2026           | Royale Union is Saint-Gilloise |
| Stade KV Kortrijk                | Courtrai                          | Construction neuve            | ?             | KV Kortrijk                      | ?                   | ?                              |
| Stade KRC Genk                   | Genk                              | Construction neuve            | ?             | KRC Genk                         | ?                   | ?                              |
| Stade RAAL La Louvière           | La Louvière                       | Construction neuve            | 8 050         | RAAL La Louvière                 | Juillet 2025        | RAAL La Louvière               |

## Stades et évènements sportifs
| Stade           | Ville     | Évènements                                          | Année                                          |
| --------------- | --------- | --------------------------------------------------- | ---------------------------------------------- |
| Stade du Heysel | Bruxelles | Finale de la Coupe des clubs champions européens    | 1957-1958 1965-1966 1973-1974 1984-1985        |
| Stade du Heysel | Bruxelles | Finale de la Coupe UEFA                             | 1982-1983 (allé)                               |
| Stade du Heysel | Bruxelles | Finale de la Coupe d'Europe des vainqueurs de coupe | 1963-1964 (allé) 1975-1976 1979-1980 1995-1996 |

## Galerie

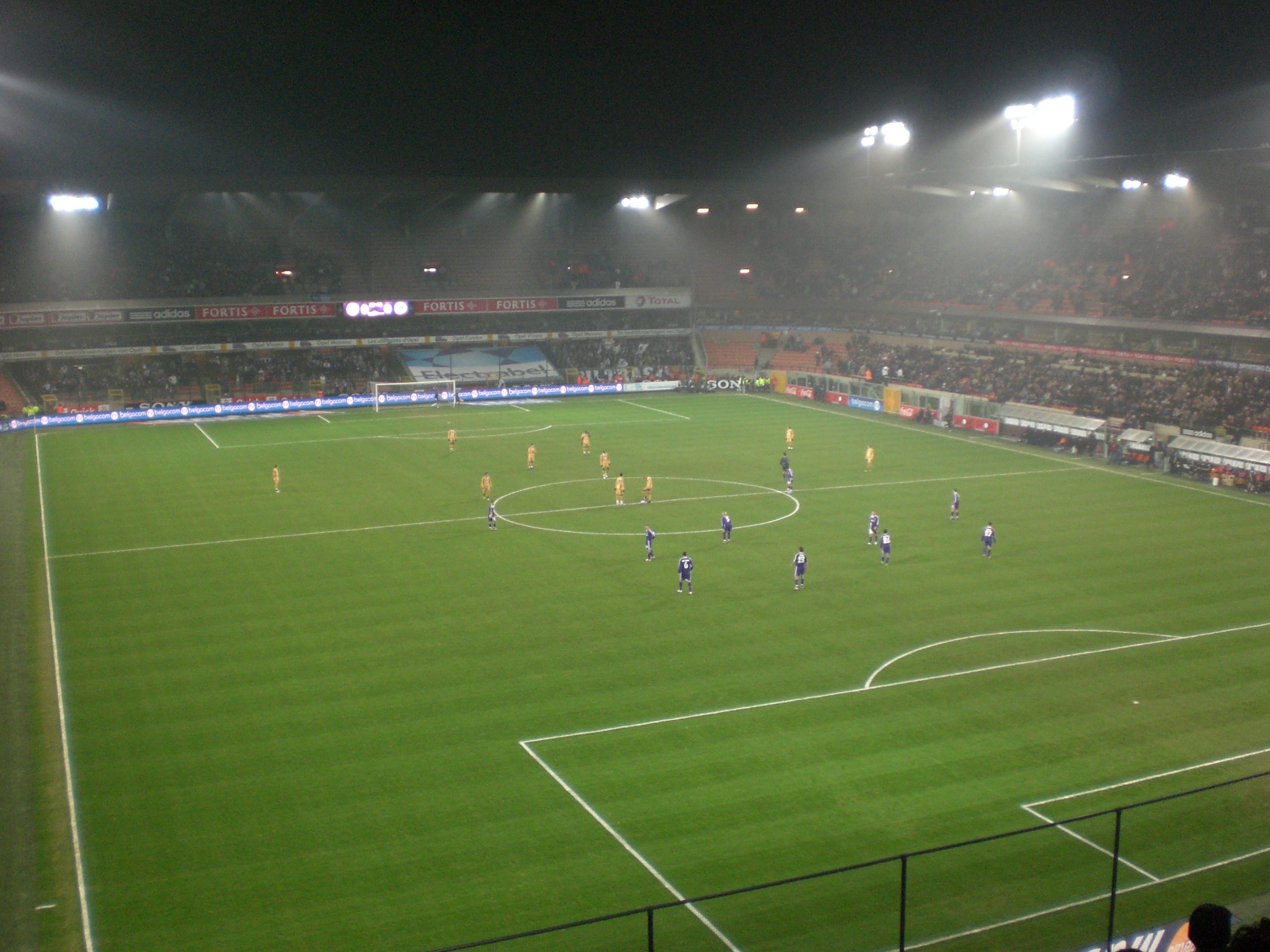
Stade Constant Vanden Stock.
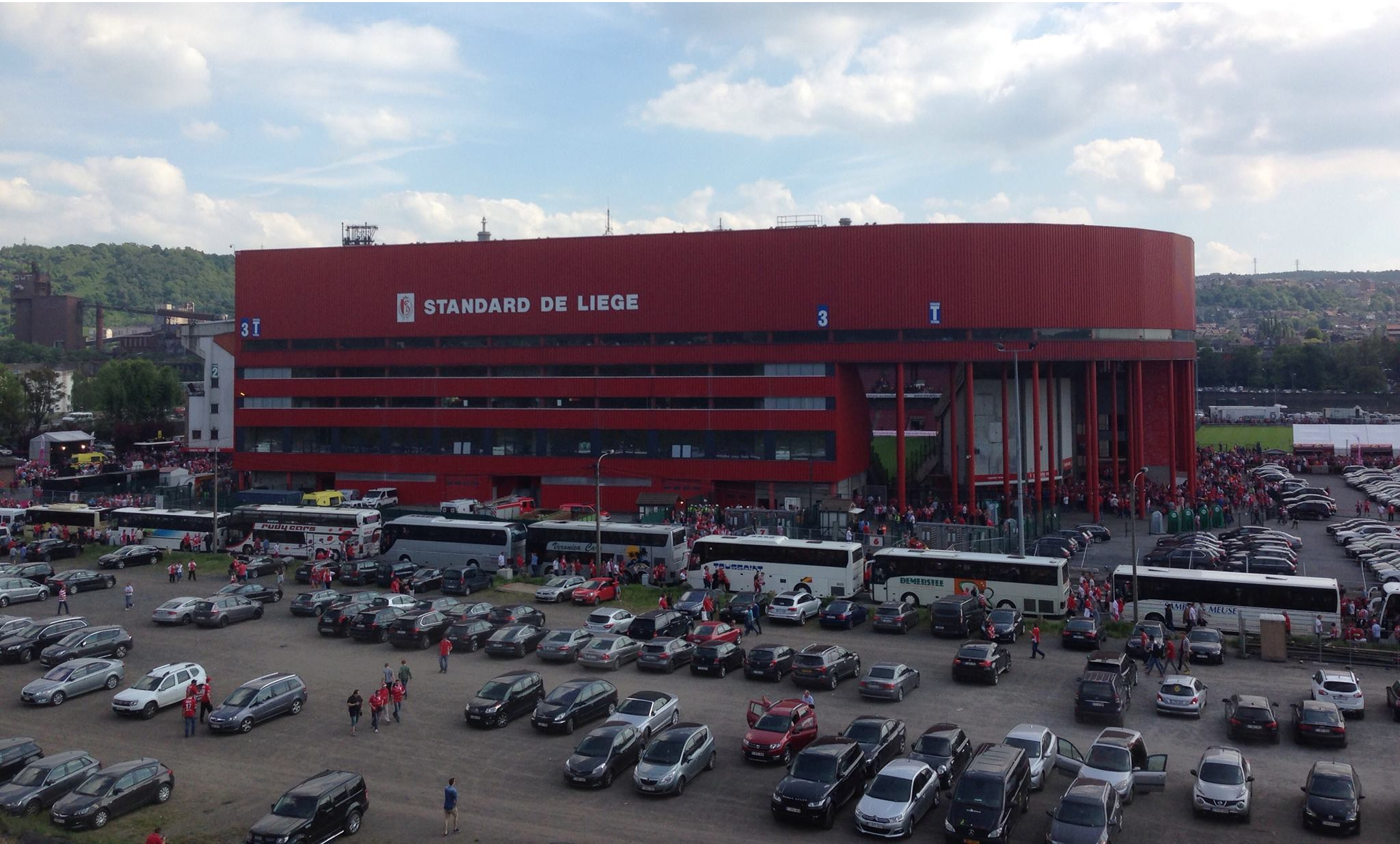
Stade de Sclessin avant un match.
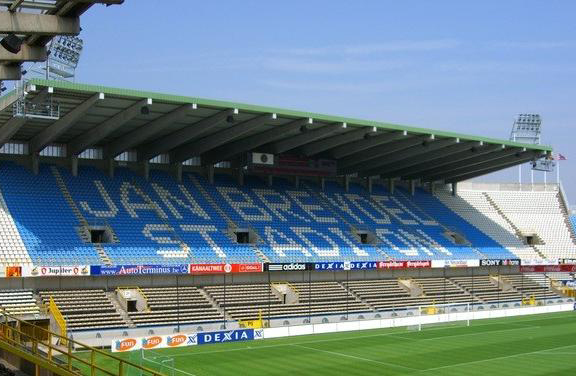
Tribune nord du Stade Jan-Breydel
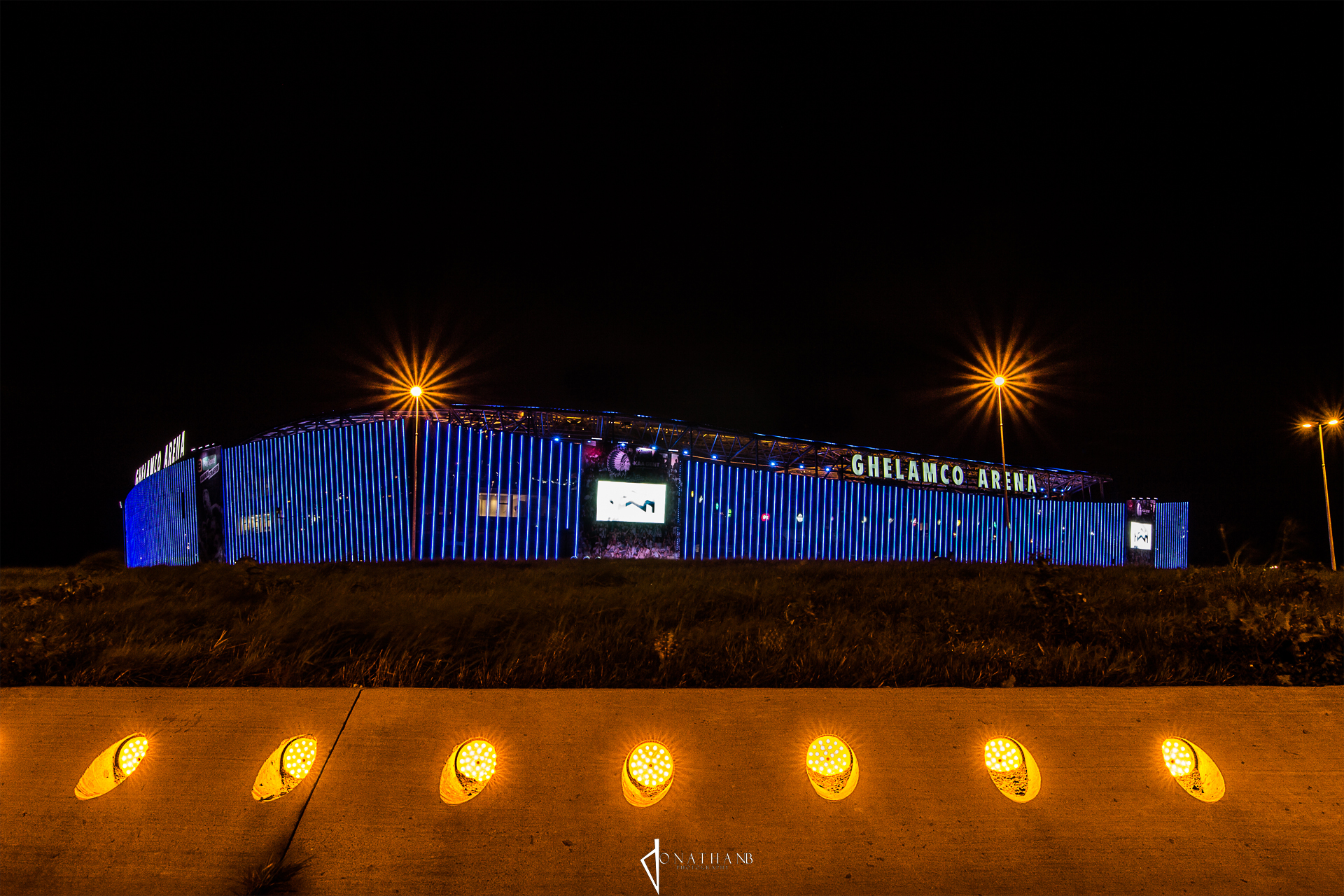
Ghelamco Arena.